# Hanns-Eberhard Meixner
Hanns-Eberhard Meixner (* 14. Dezember 1944 in Klausdorf am Mellensee) ist ein deutscher Psychologe, Erziehungswissenschaftler und Hochschullehrer. Er ist ein Experte auf dem Gebiet des Personalmanagements.

## Leben und Wirken
Hanns-Eberhard Meixner studierte nach seiner 1966 erfolgten Reifeprüfung am Gymnasium in Bad Neuenahr Psychologie, Erziehungswissenschaft und Volkswirtschaftslehre an der Rheinischen Friedrich-Wilhelms-Universität Bonn und an der Pädagogischen Hochschule Rheinland (Abt. Bonn). Im Jahre 1972 legte er die Prüfung als Diplom-Psychologe ab. Im Anschluss daran begann seine Tätigkeit zunächst als Referent im Bundesministerium der Verteidigung und seit 1974 im dortigen im Grundsatzreferat Personal. Es folgte eine Tätigkeit im Bundesministerium des Innern, wo er im Grundsatzreferat Aus- und Fortbildung arbeitete, außerdem im Aufbaustab "Fachhochschulen des Bundes". 1973 promovierte er bei Philipp Eggers an der Universität Bonn. An der Fachhochschule für Öffentliche Verwaltung Nordrhein-Westfalen lehrte er als Professor auf den Gebieten Organisation, Management und Personal sowie Managementtraining vor allem auf dem Gebiet der öffentlichen Verwaltung. Außerdem ist Meixner weithin als Berater, Gutachter und Trainer auch außerhalb dieser Einrichtungen tätig.
Seine Buchveröffentlichungen richten sich auch an breitere Leserkreise im Bereich des Personalwesens. Sie wurden z. T. mehrfach neu aufgelegt.

## Schriften (Auswahl)
- Struktur- und Fortbildungsanalyse als Grundlage eines integrierten Personalverwendungs- und Fortbildungssteuerungssystems im öffentlichen Dienst. Dissertation Universität Bonn 1977.
- (Bearb.): Personalpolitik (= Handbuch des öffentlichen Dienstes. Bd. 3,1). Heymann, Köln 1982, ISBN 3-452-19209-1.
- Karrierefibel "Auf zum Olymp". 3. Auflage. Deutscher Betriebswirte-Verlag, Gernsbach 1984, ISBN 3-88640-020-4 (und spätere Auflagen).
- Aus- und Fortbildung in der öffentlichen Verwaltung. Konzeptionen, Verfahren und Instrumente des Mitarbeitertrainings. Heymann, Köln 1984, ISBN 3-452-19730-1.
- Ursachen und Folgen verbauter Berufs- und Karrierewege (= Personalstrukturplanung. Bd. 3). Heymann, Köln 1987, ISBN 3-452-20573-8.
- Flexible Arbeitszeitmodelle und Teilzeitarbeit. Eine Herausforderung für die öffentliche Verwaltung und Wirtschaft. Walhalla u. Praetoria Verlag, Regensburg 1990, ISBN 3-8029-8030-1.
- (Hrsg., mit Elgin Mohnen-Behlau): Frauenförderung in Verwaltung und Wirtschaft. Gleichstellung der Frau im Beruf, Gleichstellungsbeauftragte. Walhalla u. Praetoria Verlag, Regensburg 1991, ISBN 3-8029-7900-1.
- Personalpolitik und -führung (= Personal-Management. Bd. 1). Dt. Kommunal-Verlag Naujoks und Behrendt, Vieselbach 1993, ISBN 3-910193-78-1.
- Baustelle neuer Steuerungsmodelle. Mitarbeiter zu Mitdenkern und Mitgestaltern gewinnen. Hanseatischer Fachverlag für Wirtschaft, Rostock 1994, ISBN 3-929027-26-7.
- Vision 2000. Mut zur Verwaltungsreform. Gewinnen statt resignieren. DBB-Verlag, Bonn 1995, ISBN 3-87863-062-X.
- Personal- und Organisationsentwicklung. Eine strategische und operative Herausforderung (= Schriftenreihe des Deutschen Beamten-Bundes. Bd. 113). DBB-Verlag, Bonn 1996, ISBN 3-87863-068-9.
- Lust und Frust in der öffentlichen Verwaltung. Wege aus der Führungskrise. Heymann, Köln 1998, ISBN 3-452-24035-5.
- Diskutieren und Verhandeln. Mit den richtigen Techniken erfolgreich sein. 4. Auflage. Link, Kronach 2001, ISBN 3-556-00883-1.
- Überzeugen statt Anweisen. 4. Auflage. Link, Kronach 2001, ISBN 3-556-00884-X.
- Mitarbeitergespräch. Das Mitarbeiter-Vorgesetzten-Gespräch. Neue Wege der Personalentwicklung und -förderung in der öffentlichen Verwaltung. 3. Auflage. Link, Kronach 2001, ISBN 3-556-00913-7.
- (Mitautor): Organisation. 2. Auflage. Heymann, Köln 2007, ISBN 978-3-452-26728-3.
- Das Personal- und Jahresgespräch. Wertschätzung und Respekt durch achtsame Kommunikation und Interaktion. 2. Auflage. Marosi-Verlag, Köln 2022, ISBN 978-3-945636-24-4.